# Sipapu

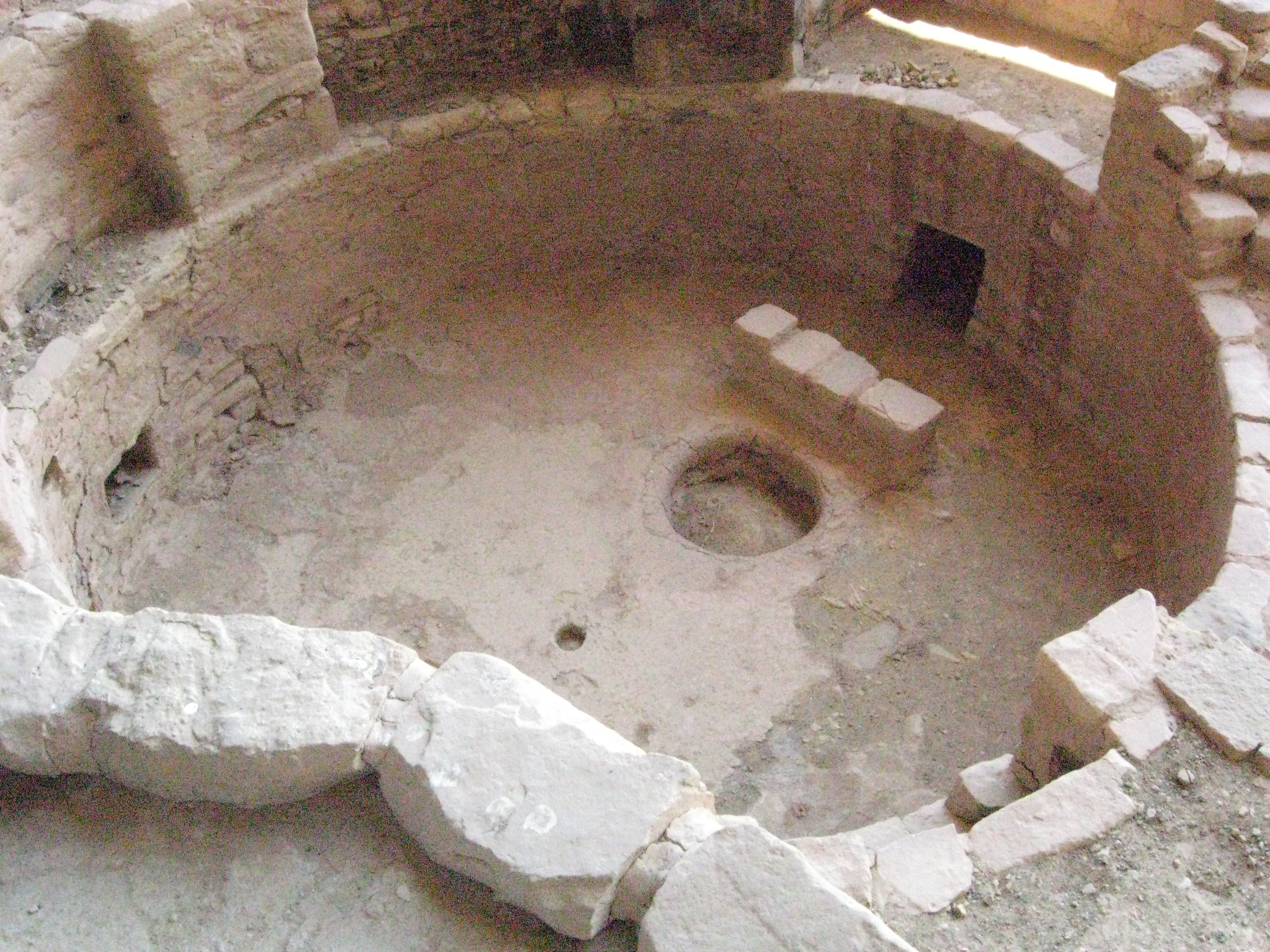
De sipapu is het kleine ronde gat in de bodem van de Kiva-ruïne. Het grotere ronde gat in de bodem is een vuurplaats. De luchtinlaat (kleine rechthoekige deur in de muur), de stenen die de lucht uit de luchtinlaat blokkeren, de vuurplaats en de sipapu staan allemaal in 1 rij. Dit aspect van het ontwerp is met opzet gekozen. De foto werd genomen in Long House in het nationaal park Mesa Verde.

Sipapu is een Hopiwoord dat wordt gebruikt voor een klein gat of inspringing in de bodem van kiva's (ruimte voor religieuze rituelen bij de Anasazi (Oude Puebla) en de huidige Pueblo. Het symboliseert het portaal waardoor hun vroegste voorvaderen kwamen om de huidige wereld binnen te trekken.